# Chabournay
Chabournay ist eine französische Gemeinde mit 1.258 Einwohnern (Stand: 1. Januar 2022) im Département Vienne in der Region Nouvelle-Aquitaine; sie gehört zum Arrondissement Poitiers und zum Kanton Jaunay-Marigny (bis 2015: Kanton Neuville-de-Poitou).

## Geographie
Chabournay liegt etwa 16 Kilometer nordnordwestlich von Poitiers. Umgeben wird Chabournay von den Nachbargemeinden Cheneché im Norden, Vendeuvre-du-Poitou im Osten, Neuville-de-Poitou im Süden sowie Blaslay im Westen.

## Bevölkerungsentwicklung
| Jahr                      | 1962 | 1968 | 1975 | 1982 | 1990 | 1999 | 2006 | 2013 |
| Einwohner                 | 526  | 484  | 432  | 553  | 689  | 725  | 842  | 993  |
| Quelle: Cassini und INSEE |      |      |      |      |      |      |      |      |

## Sehenswürdigkeiten
- Kirche aus dem 19. Jahrhundert